# Max und die Wilde 7: Die Geister-Oma
Max und die Wilde 7: Die Geister-Oma (auch Max und die wilde 7 – Die Geister-Oma) ist ein deutscher Film des Regisseurs Winfried Oelsner aus dem Jahr 2024 und die Fortsetzung von Max und die wilde 7 (2020). Die Realverfilmung basiert auf dem gleichnamigen Kinderbuch von Lisa-Marie Dickreiter und Winfried Oelsner. Der Film startet am 1. Mai 2024 in die deutschen Kinos.

## Inhalt
Der 10-jährige Max lebt im Altenheim Burg Geroldseck und ist dort mit den Rentnern Vera, Horst und Kilian befreundet. Allerdings wird er in der Schule gemobbt und dann noch von Sportlehrer Ströhle aus dem Fußballteam geworfen. Daraufhin schlägt Horst ein Duell der Rentner um Max gegen die Fußballmannschaft der Schule vor. Außerdem muss sich Max mit einem Gespenst in der nahe gelegenen Burg herumschlagen.

## Produktion
Der Film basiert lose auf den Büchern von Lisa-Marie Dickreiter und Winfried Oelsner, die für den Film das Drehbuch schrieben.
Max und die wilde 7: Die Geister-Oma ist eine Produktion von Neopol Film mit Neue Bioskop Film und Rat Pack Filmproduktion in Zusammenarbeit mit dem Hessischen Rundfunk und dem Südwestrundfunk. Die Produktion wurde durch Hessen Film & Medien, MOIN Filmförderung Hamburg Schleswig-Holstein, FFF Bayern, Medien- und Filmgesellschaft Baden-Württemberg (MFG), Filmförderungsanstalt (FFA) und Deutscher Filmförderfonds (DFFF) gefördert. Gedreht wurde im Schloss Büdingen, im Schloss Braunfels und auf der Burgruine Münzenberg.
Der Film kam am 1. Mai 2024 in die deutschen Kinos und wird vom Weltkino Filmverleih vertrieben.

## Rezeption
Nach der Freie Presse handle es sich um einen vergnüglichen Familienfilm, mit dem Regisseur Oelsner eine Spannung schaffe, die Gruseln verbreitet, ohne das junge Publikum allzu sehr zu schocken. Unheimliche und lustige Szenen wechselten sich ab.
Die BR Abendschau findet, der Film sei „genau im richtigen Tempo für Kinder im alter von 6 bis 12“, ein „sympathischer und toll besetzter Kinder-Krimi“.
Kinderreporter Tristan von der Neuen Osnabrücker Zeitung sagt: „‚Max und die wilde 7: Die Geister-Oma‘ hat mir sehr gut gefallen. Es haben sich Max immer wieder Probleme in den Weg gestellt, die den Film bis zum Schluss spannend gemacht haben. Allerdings wurde es meiner neunjährigen Schwester in manchen Situationen zu spannend und gruselig.“
Klara Klendl bei Artechock: „Die bedingungslose Freundschaft zwischen den Generationen und die altersbedingten Missverständnisse liefern dennoch einige Schmunzelmomente und das lange ungeklärte Rätsel des Spuks auf der Burg hat Gruselpotenzial. [...] Im Vergleich zu Kinderfilmen, die frech sind und legendäre, glaubhafte Figuren erschaffen, wirkt Max und die Wilde 7 im Sinne der Geister-Oma: eher blass.“
Andrea Burtz beim WDR: „Immer, wenn die Seniorengeneration in Szene gesetzt wird, kommt Leichtigkeit ins Spiel, die in manchem Dialog unter Kinderdarstellern fehlt. Die Geschichte ist stringent erzählt, große Spannung kommt jedoch nicht auf, weil schnell klar ist, wer hinter dem Grusel steckt.“
Caroline Bauer mit zwei Kinder Testguckern auf Familie.de: „Die Kino-Abenteuer mit Max und seiner eher außergewöhnlichen Detektiv-Clique geht mit "Max und die wilde 7 – Die Geister-Oma" in die zweite Runde und machte unserem 8-jährigen Filmkritiker jede Menge Spaß. Die erfolgreiche Buchverfilmung vereint kindgerechte Kriminal-Spannung mit für Kinder relevanten Themen wie Mobbing, Fußball und Freundschaft. Nur zwischendurch war sich unser junger Testgucker nicht sicher, ob "Max und die wilde 7 – Die Geister-Oma" nicht doch ein bisschen zu gruslig ist.“
Die FBW Jugendfilmjury schreibt: „Die Umsetzung der Geistergeschichte ist sehr spooky und mitreißend. Die Musik, die Kamera und das Licht gestalten eine mega gruselige Atmosphäre, die alleine schon ausgereicht hätte, um uns im Kinosessel zu fesseln.“

## Auszeichnungen
Die Jury der Deutschen Film- und Medienbewertung (FBW) hat den Film mit dem Prädikat "wertvoll" ausgezeichnet. Die Jury hat dabei das attraktive Setting und das originelle Set an Hauptfiguren hervorgehoben, sieht aber noch Potenzial im Einsatz der Kinderdarsteller.